# Kevin Randleman

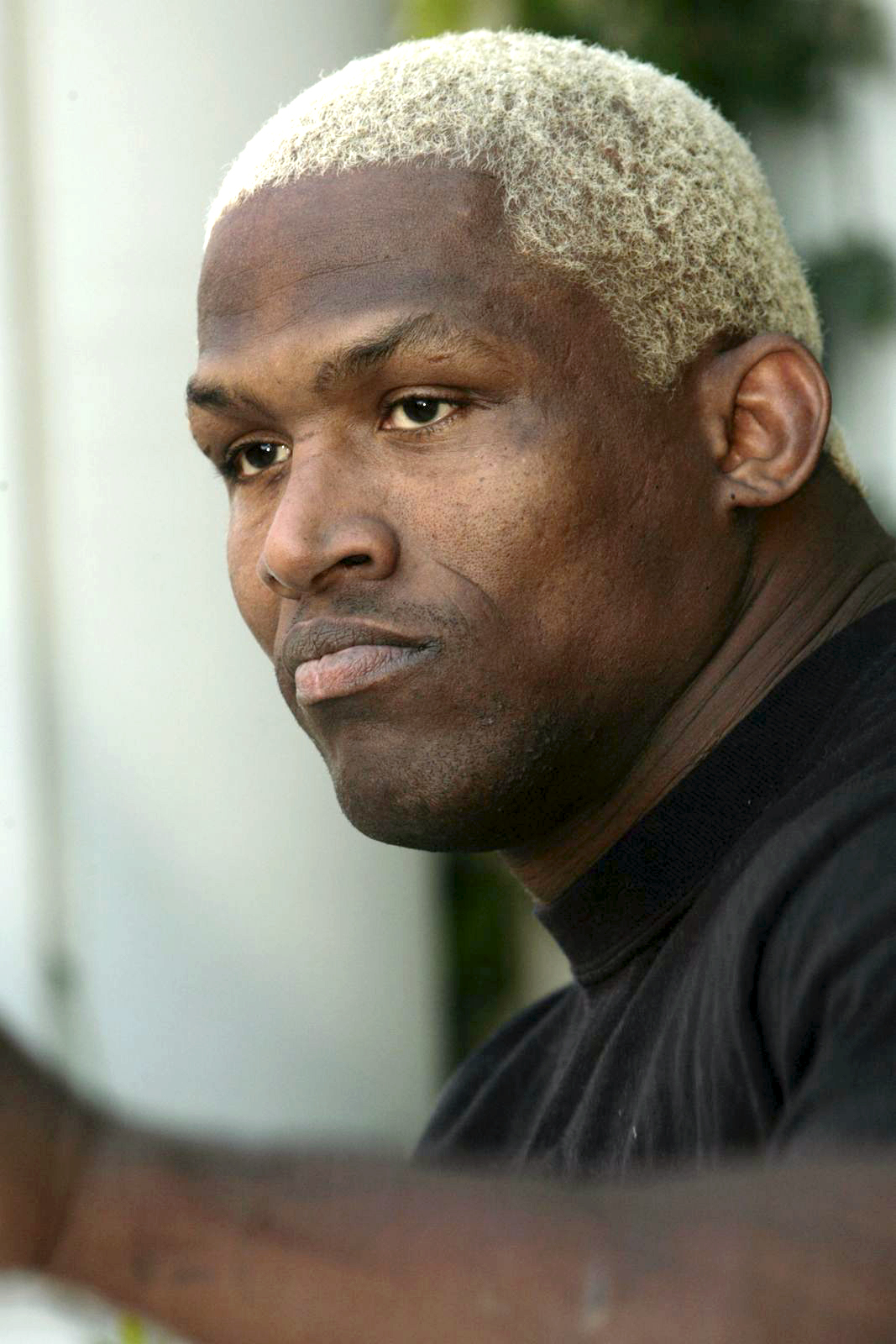
Kevin Randleman 2006.

Kevin Randleman, född 10 augusti 1971 i Sandusky, Ohio, död 11 februari 2016 i San Diego, Kalifornien, var en amerikansk MMA-fighter som under senare delen av sin karriär tillhörde organisationen Strikeforce. Till hans meriter hör bland annat en tidigare titel som tungviktsvärldsmästare i UFC. Randleman tränade hos HammerHouse, ett gym bildat av en av MMA-världens mest kända fighters, Mark Coleman.
Randleman, som bar smeknamnet "The Monster", hade en bakgrund inom brottning. Han "slamade" (tog tag runt midjan på, lyfte upp och slängde ner på nacken) Fedor Emelianenko i något som av många har kallats för århundradets slam.